# 浏览器大战

截至2009年第二季度的瀏覽器使用率

浏览器大戰（英語：Browser wars）是指不同的网络浏览器之间為爭取使用者優先採用，造成彼此使用率的竞争。通常可分為两段時期的竞争過程。

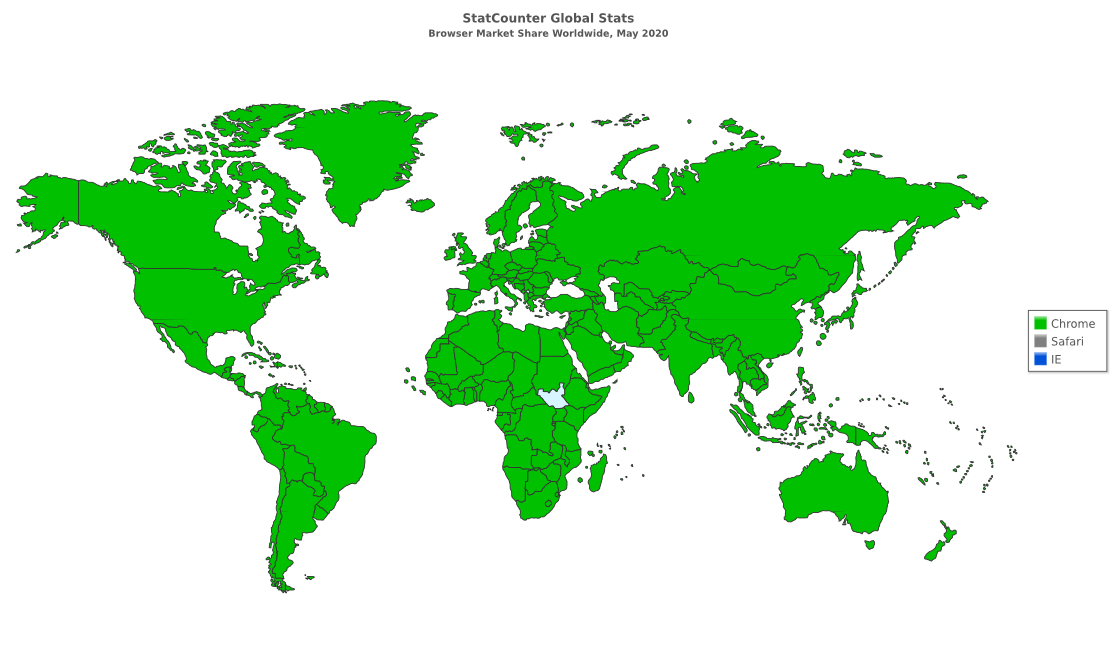
世界不同區域使用的主要瀏覽器（2020年5月）

网络浏览器发展时间线

第一時期為1998年微軟公司的Internet Explorer取代網景公司的Netscape Navigator成為主要瀏覽器。第二時期為2003年後Internet Explorer份额逐漸受到其他浏览器蚕食，包括Mozilla Firefox，Google Chrome，Safari和Opera。
近幾年來，随着HTML5、CSS3等新标准的制定和智能手机、平板电脑的普及，网络浏览器的竞争也在新的领域展开。

## 背景
全球資訊網是提姆·柏內茲-李於1980年代末和1990年代初發明的一種基於網際網路的超文字系統。提姆·柏內茲-李編寫了第一個網頁瀏覽器WorldWideWeb，後來改名為Nexus，並於1991年於NeXTSTEP平台發佈。
到1992年底，出現了其他的瀏覽器，其中大部分以Libwww函式庫為基礎。包括UNIX的瀏覽器例如LMB、ViolaWWW、Erwise和MidasWWW，以及Mac的MacWWW。儘管這些瀏覽器往往是簡單的HTML檢視器，依賴於外部的輔助應用程式來查看多媒體內容，但為使用者提供了瀏覽器和平台的多種選擇。

## 早期競爭
1993年出現了其他瀏覽器，包括Cello、Arena、Lynx、tkWWW和Mosaic 。其中最具影響力的是Mosaic，這是由美國國家超級電腦應用中心（NCSA）所開發的多平台瀏覽器，並且授權予多間公司，讓它們創造自己的產品，有Air Mosaic和Spyglass Mosaic。
Mosaic的開發者之一馬克·安德森，於1994年成立了名為Mosaic Communications Corporation的公司，並開發了Mosaic Netscape瀏覽器。為了解決與NCSA間的法律問題，該公司改名為網景通訊公司（Netscape Communications Corporation），瀏覽器也改名為網景領航員（Netscape Navigator）。Netscape改進了Mosaic的實用性及穩定性，同時在網路上提供免費試用版，很快便統領瀏覽器的市場。

## 第一輪大戰

主要瀏覽器的1996年至2009年估計佔有率

1995年中期，人們開始注意全球資訊網，而當時的市場及網頁瀏覽標準均以Netscape主導。與此同時，微軟在取得Mosaic的授權後，推出了Internet Explorer 1，於8月起透過「Windows 95 Plus!」搭售。
三個月後，Internet Explorer 2推出，而激烈競爭就此開始。在往後幾年，網景和微軟隨後也陸續各自推出新版本的Internet Explorer和Netscape Navigator。因為當時瀏覽器必須具備更多新功能，否則會被認為是落後的，因此當時著重產品功能特色多於修正錯誤，導致產品也多是不穩定的、造成網頁標準分歧、時常當機和安全漏洞等問題，為使用者帶來困擾。
1996年，微軟推出Internet Explorer 3版，成為第一款支援程式語言及CSS的商用瀏覽器，使市場佔有率開始緊追Netscape。
1997年10月，Internet Explorer 4版正式推出，並在舊金山舉行產品發表會，而引人注目的地方便是豎立了一個10呎長的巨型"e"標誌。第二天早上，Netscape的員工們在前方的草坪上發現了巨型標誌，上面寫著「From the IE team ... We Love You」。Netscape員工立刻把巨型標誌推翻，並放上其吉祥物Mozilla恐龍，恐龍手上紙牌寫著「Netscape 72, Microsoft 18」，代表當時的瀏覽器市場佔有率。
但隨著Internet Explorer 4的推出，對這場瀏覽器大戰產生了重大改變，它在符合W3C製定的網頁標準方面，做得比Netscape Navigator 4.0要好，同時也能載入動態網頁，其文字或圖像的位置可以改變。此外，安裝了IE4.0被認為是系統的升級，能增加不少功能，包括可以播放MP3音樂。
在IE和Netscape大戰期間，網頁設計者通常會把「用Netscape可達到最佳效果」或「用IE可達到最佳效果」的標誌放在首頁，並連到下載相關產品的網址上。這樣的網頁會讓開放標準造成分歧，忽略雙方各瀏覽器的使用者，因此有人發起了「可用任何瀏覽器瀏覽」（Viewable With Any Browser）活動，要求令網頁無論使用IE或Netscape均能正常瀏覽。

### IE的統領
微軟在瀏覽器大戰擁有兩大優勢：第一是財力雄厚，Netscape瀏覽器雖曾一度達90%以上佔有率，但公司的規模相對較小，總收入也不及微軟，產品方面也僅有瀏覽器及相關產品。
微軟的另一個優勢，在於其Windows壟斷了作業系統市場。縱使早期Internet Explorer的評價比Netscape差，微軟把Internet Explorer與Windows捆綁銷售，仍可以增加其佔用率。另外，微軟把Internet Explorer變成免費，開發資金從Windows的龐大收益中撥出，當產品功能開發至與Netscape同等程度時，使用者便不再下載Netscape使用，而改用Internet Explorer。
除此之外，微軟也曾使用以下手段打擊Netscape：
- Netscape的商業模式是透過銷售伺服器軟體來發佈瀏覽器，微軟得知這點，便把自家的IIS伺服器透過Windows伺服器版本搭售，內含仿製Netscape產品的代理、電郵、新聞組伺服器、以及其他軟體，並以特優價格發售，以切斷Netscape的財源。起初效果不大，由於Netscape的收入多來自使用Sun伺服器的客戶，因此微軟需要使Windows NT更普及，作為内部网及網際網路的伺服器。
- 微軟在授權條款中，要求主機廠商在桌面上展示IE的圖示，並不得加入Netscape，否則將以漲價方式作出懲罰。
- 微軟讓中小型ISP推出附有ISP品牌的IE，使不少ISP鼓勵用戶改用IE，放棄Netscape。
- 微軟在與AOL的授權條款中，要求AOL以IE作為主介面，而非Netscape。
- 微軟在收購得來的FrontPage網頁設計軟體中，加入了非標準的專屬標籤，令作出的網頁只適合使用IE瀏覽器。
- 微軟率先在IE支援CSS，網頁設計者認為製作支援IE的網頁比支援Netscape的容易。

以上手段的目的是要斷絕Netscape的財路，加上Netscape自身錯誤的商業決策，使得Netscape於1998年年底，被IE擊敗。其後美國線上（AOL）以42億美元收購網景業務。IE開始統領瀏覽器市場，市佔率的最高峰達到2002年的96%，比Netscape的高峰還要高。
在IE擊潰主要對手後，第一輪大戰結束，而瀏覽器的創新也隨之減少。

### 帶來的後果
在大戰中，兩者在瀏覽器開發上，為壓倒對手，做出了以下兩大行為：
1. 把加入新功能的重要性放在修正錯誤之前。
2. 使用專屬格式，不尊重公開標準。

當單一公司寡佔瀏覽器市場時，網頁公開標準的關注度下降，不少網頁設計者也以Internet Explorer作準，而不完全遵從公開標準，使一些網頁只能使用Internet Explorer瀏覽。除此之外，微軟也在網頁技術上加入了不少專屬物件，像是VBScript、ActiveX和DHTML格式等，使不少網頁使用非微軟平台及瀏覽器無法正常顯示。
再者，Internet Explorer的佔有率之高，已然成為電腦蠕蟲病毒攻擊的主要目標之一，當安全漏洞被發現時，蠕蟲病毒也隨著IE的普及，在網絡快速傳播。
由於Internet Explorer包含“Internet”一詞，對於一些初識網際網路的人，很容易先入為主地以為Internet Explorer就是網際網路，網際網路就只有全球資訊網，並會以為Internet Explorer就是唯一選擇，而忽略了其他瀏覽器的存在。

## 第二輪大戰

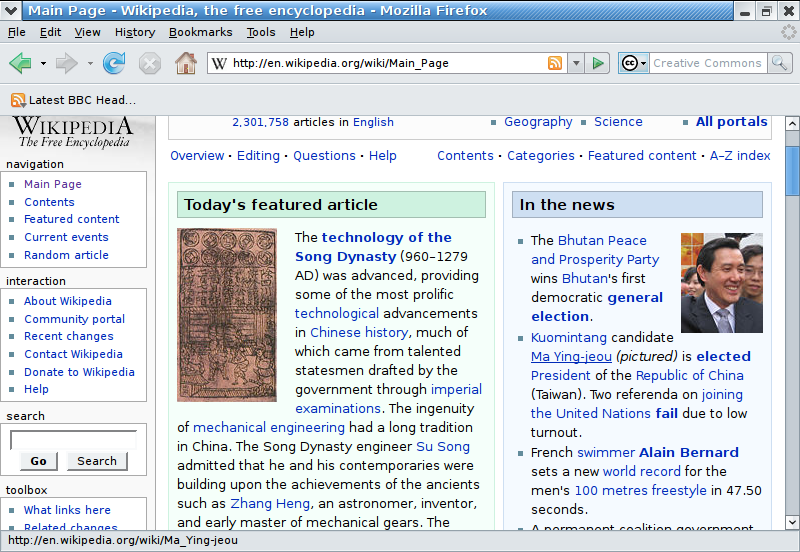
在Ubuntu使用Mozilla Firefox 2.0

1998年，Netscape以開放原始碼的授權形式，把Communicator原始碼釋出，該新產品仍然使用Mozilla的名稱，透過把程式徹底重新編寫，Mozilla已在多方面得到改進。2002年，Mozilla推出1.0版，並迅即在開源社群中得以普及。同時又出現多款衍生產品，包括輕量跨平台瀏覽器，名為Firefox，它於2004年推出1.0版。這些以Mozilla為基礎的產品也慢慢在瀏覽器市場中發展起來。
2003年，微軟宣佈Internet Explorer 6 SP1版本將是最後一款供獨立下載的IE瀏覽器，而產品未來的功能加強方面將仰賴於Windows Vista，它包括WPF、XAML等工具，以供開發者去建立擴充網路應用程式。
就上述的一點，Mozilla基金會與Opera軟體公司於2004年4月開始，共同合作開發新的開放標準，能在與現有技術逆向相容的同時，也可以增加更多新功能。這項工作由WHATWG工作小組負責，該小組專門快速制定新標準及定義，並會提交予W3C審批。
2004年6月，多個IE瀏覽器受到一個名為Download.ject的惡意程式攻擊，這使人們更注意到IE本身的安全性問題，IE使用者只瀏覽一個網頁，便有機會受到後門、按鍵記錄等惡意程式入侵，而美國電腦安全事故協調中心及多間電腦安全公司也建議用户改用更安全的Firefox，以避開此等攻擊。
2005年2月，微軟宣佈Internet Explorer 7將在Windows XP SP2及更高的Windows版本中提供。鑑於微軟產品安全性成為人們的熱門話題，微軟提及新版瀏覽器的安全性將比Internet Explorer 6 SP2大大增強。由於微軟未就網頁標準方面表態，因此引起網頁開發者及標準支持者的關注。有人認為，微軟為Windows XP使用者提供新版本IE的升級，是迎擊Firefox普及化的一步。
至2005年最後一季，IE的市場佔有率跌至85%左右，主要是受到Firefox的競爭，而蠕蟲病毒、間諜軟體等透過IE產品漏洞，並在網路傳播，是使IE使用者改用Firefox的主要因素。Linux產品開始獲得市場採納，是另外一個因素，它們均預裝了Firefox瀏覽器。其他導致IE使用率下降的原因有，Firefox的介面設計與IE相似、支援分頁瀏覽等，不少改用Firefox的用家，均把Internet Explorer作為備用瀏覽器，以用來只瀏覽支援微軟瀏覽器或僅供Internet Explorer進入的網頁。但現在有一個名為IE Tab的擴充套件，可供Firefox使用IE的Trident引擎，去瀏覽此等網頁。
2006年8月，Firefox、Opera等瀏覽器的市場佔有率持續增長，但增速放緩。據最新的調查顯示，Firefox在北美，歐洲等地區的佔有率已經接近或者超過20%。這使微軟感受到的競爭壓力倍增，促使微軟加快IE7的開發步伐。
2006年8月底，微軟推出IE7的第一個候選版本，可以說IE7功能特性方面已經基本定型（IE7提供了分頁式瀏覽，RSS閱讀，增強的外掛模組控制，CSS等網頁標準的增強支援，以及提供類似於Firefox擴充功能模式的附加外掛模組以增加IE7的附加功能，在安全性等方面亦有較大改進）。
另一方面，Firefox在佔有率上升後受到極大的關注，不斷發現安全漏洞，系統資源開銷頗大也使得某些用戶對Firefox產生了一些質疑，但其先進的設計理念及豐富的附加功能依然吸引了大批的用戶。以瀏覽速度快捷著稱的瀏覽器Opera在免費推出後，也贏得了一些用戶的青睞，在個人電腦上的市場佔有率有些微提升，而其在行動領域上也佔有很大的市場佔有率。
2006年10月底，Internet Explorer 7及Mozilla Firefox 2相繼發行。IE7短短幾天內下載量即突破三百萬，由此可見廣大Windows的用戶對IE7的關注程度。然而，IE7正式版發行幾小時後即發現安全漏洞，相對市場上眾多瀏覽器，並不新穎的功能，部分剝離Windows系統後造成其資源佔用倍增，需要掏腰包才能享受的擴充功能服務，且不支援較低版本如Windows 2000系統，都讓人失望。當然，IE亦有其無可比擬的優勢，譬如作業系統捆綁，眾多功能豐富的第三方瀏覽器無法提供而造就的IE網頁標準壟斷，這是其他瀏覽器無法企及的。再看Firefox 2.0，對網頁標準及新技術的支援，相對安全的瀏覽體驗（雖然漏洞不斷，但至今為止尚無因攻擊Firefox而造成用戶損失的新聞），讓其在技術上領先IE瀏覽器，但相對「複雜」的操作及對「IE網頁標準支援不完善」使大部分普通用戶望之怯步，其市場佔有率一直穩定在16%－18%之間。

### Chromium系的崛起與Internet Explorer的衰落

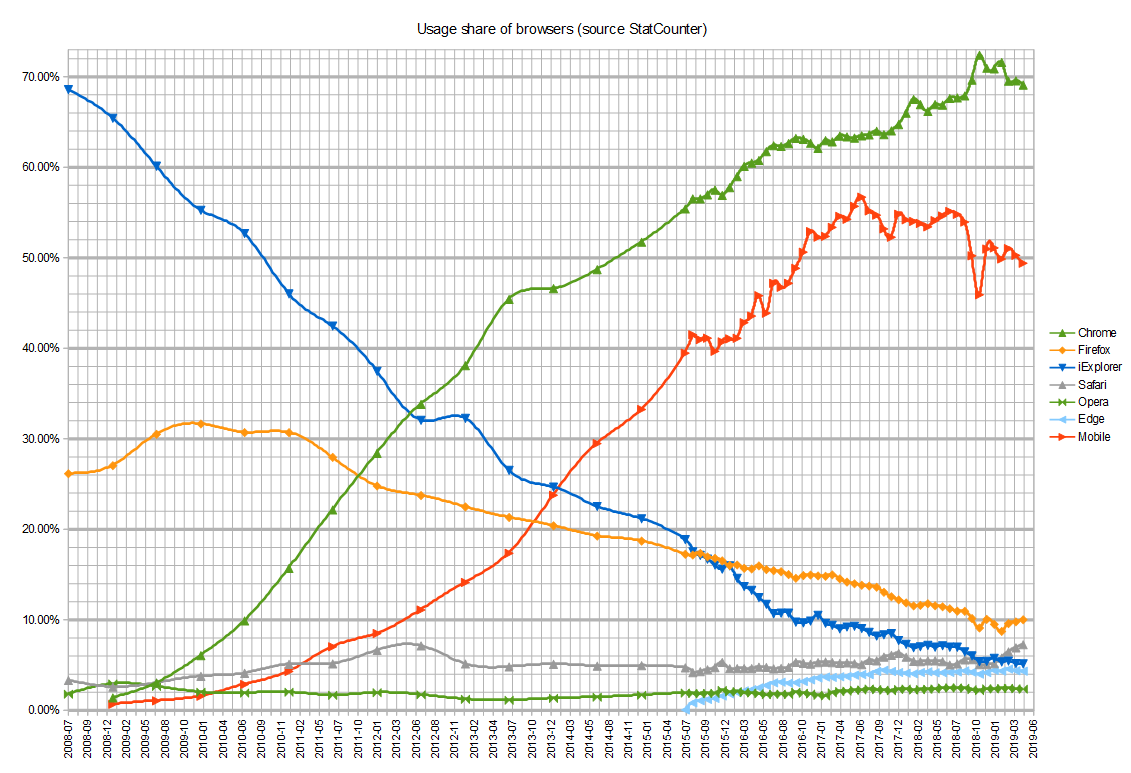
StatCounter提供的瀏覽器市佔數據

2008年，Google推出Chrome瀏覽器，並推出对应开源版本Chromium，自此Internet Explorer開始衰落。2013年，Opera發佈了Opera 15後放弃自有的Presto渲染引擎，改用Chromium系的Blink渲染引擎。2015年，微軟在Windows 10中內建了新开发的Microsoft Edge瀏覽器逐步取代Internet Explorer，但到2020年1月，Microsoft Edge也开始改用Chromium內核。

## 中國市場
360安全浏览器、搜狗高速浏览器、QQ浏览器、傲游浏览器为Internet Explorer在中國的主要竞争对手，并且不少中国的浏览器开始使用两个以上的排版引擎。
如今随着春运抢票插件的流行以及360极速浏览器（基于Chromium内核）的推出，Internet Explorer在中国的市场份额正在急遽下降。